# Friedhof (Marnoch)

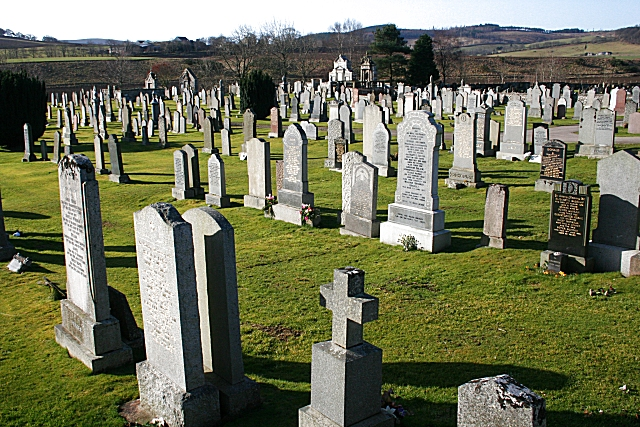
Friedhof von Marnoch

Der Friedhof von Marnock ist der Friedhof des Weilers Marnoch in der schottischen Council Area Aberdeenshire. 1972 wurde das Bauwerk in die schottischen Denkmallisten in der höchsten Denkmalkategorie A aufgenommen.

## Geschichte
Am Standort befand sich eine dem Heiligen Marnock geweihte Kirche, von der bis heute eine Giebelseite erhalten ist. 1792 wurde sie durch den Neubau der heutigen Marnoch Old Parish Church obsolet. Der Friedhof wurde im 17. Jahrhundert angelegt und in den folgenden Jahrhunderten erweitert. 1831 wurde ein Wachthaus errichtet.
Da Überlieferungen zufolge der Heilige Marnock auf dem Friedhof bestattet sein soll, trafen bis in das 16. Jahrhundert Pilger an der Kirche ein.

## Beschreibung
Der Friedhof liegt am linken Ufer des Deveron südlich der Marnoch Old Parish Church. Eine Bruchsteinmauer umgibt den Friedhof. Das schiefergedeckte Wachthaus weist einen L-förmigen Grundriss auf.
Auf dem Friedhof befinden sich vier Familienmonumente teils auf abgetrennten Kompartimenten. Auf der 1699 eingerichteten Meldrum Enclosure befindet sich eine barock ausgestaltete Ädikula aus dem Jahre 1699. Sie ist mit korinthischen Säulen und gebrochenem Giebel gearbeitet. Vermutlich handelt es sich bei dem Monument aus Sandstein um ein Werk John Faids.
1707 entstand das Monument zum Gedenken an den örtlichen Geistlichen Hugo Chalmers am Ostgiebel der Kirche. Es ist mit Gedenkplatte, dorischen Säulen und gebrochenem Giebel ausgestaltet. Die 1780 eingerichtete Innes of Murrayford Enclosure ist klassizistisch gestaltet. Eine Bruchsteinmauer mit abschließender Granitkappe umfasst das freistehende Monument der Grant Enclosure. Ein schmiedeeisernes Tor führt auf das Abteil.